# Haus Langendreer

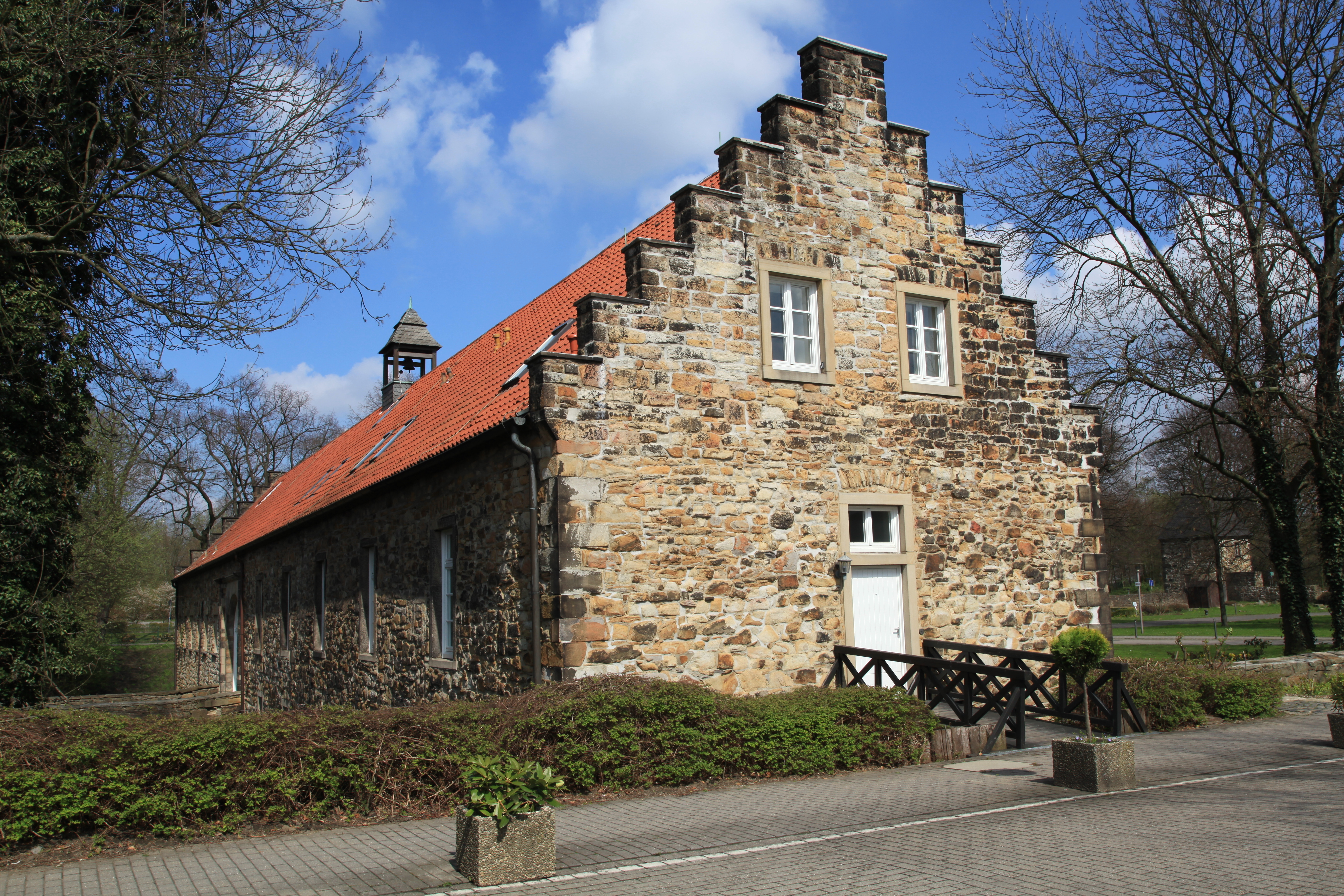
Der Westbau des Hauses Langendreer

Haus Langendreer ist ein ehemaliger Adelssitz im Bochumer Stadtteil Langendreer.
Das Anwesen liegt an der Hauptstraße Langendreers direkt an der S-Bahn-Linie 1 (zwischen Dortmund und Solingen) nahe dem Bahnhof Langendreer. In direkter Nachbarschaft lagen zwei weitere Adelssitze: Haus Leithe, urkundlich erstmals 1436 als Leitenborg erwähnt, und der Niederschultenhof bzw. Maihof.

## Geschichte
Das Haus Langendreer ging wie viele westfälische Adelssitze aus einem Bauernhof hervor und wurde um 884 erstmals erwähnt. Bis in das 15. Jahrhundert war es Stammsitz der Schulten von Dreer, die seit etwa 1300 am Ort ansässig waren. Von dem einstigen Wasserschloss ist nicht mehr viel erhalten, da das Herrenhaus 1908 abgerissen wurde.

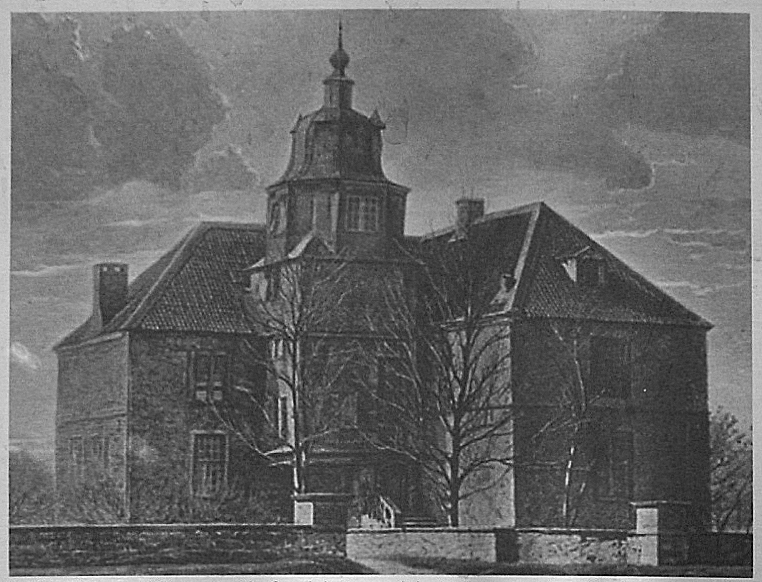
Alte Zeichnung des Herrenhauses

Wohl im 14. Jahrhundert wurde der ehemalige Bauernhof umgebaut. Neben dem bäuerlichen Wirtschaftshof wurde ein steinernes Herrenhaus errichtet, das ebenso wie die Wirtschaftsgebäude auf einer von einer Gräfte umgebenen Insel stand. 
Als 1447 Dietrich von Dreer kinderlos starb, erbte seine Schwester Bate den Besitz und brachte ihn durch ihre Heirat 1448 mit Arndt von der Borch (auch Borg) an diese aus Ostwestfalen stammende Adelsfamilie. Dietrich von der Borch führte in Langendreer 1554 den reformierten Glauben ein, weswegen der in spanischen Diensten stehende Oberst La Berlotte Haus Langendreer im Jahr 1599 zwecks „Ausrottung der Ketzer“ eroberte und zerstörte. Gegen Ende des 16. Jahrhunderts gab die Familie, die noch zahlreiche andere Güter ihr Eigen nannte, das Anwesen als Wohnsitz auf und überließ es dem Gutsverwalter als Wohnung.
Als es 1642 zu einer Erbteilung zwischen Franz Dietrich und Allhard Philipp von der Borch kam, wobei Letzterem die Güter in Langendreer zufielen, ließ sich die Familie von der Borch wieder für längere Zeit am Ort nieder. Allhard Philipp ließ das heruntergekommene Haus 1643 oder 1645 abreißen und eine neue Zweiflügelanlage mit Walmdach errichten. Neben großen Kellerräumen besaß das schlichte Bruchsteingebäude zwei Stockwerke, von denen das obere einen Rittersaal beherbergte. Zu seinem Eingang führte eine Freitreppe. Im Binnenwinkel der beiden Gebäudeflügel stand ein zentraler Treppenturm, der von einer barocken Welschen Haube mit Laterne bekrönt war.
Auch in den Folgejahren blieb Langendreer offizieller Wohnsitz der Familie, doch waren seine Besitzer als Stiftsdamen, Offiziere, Beamte und Diplomaten oft sehr lange abwesend.
Durch Heirat von Adrian Allhard von der Borch mit der Erbtochter des anderen Familienzweiges wurden sämtliche Güter wieder zu einem Besitz vereint, und Adrian Allhard gab Langendreer im Jahr 1792 als Wohnsitz auf. Die Verwaltung des umfangreichen Grundbesitzes oblag fortan einem Rentmeister. Diese sorgten zwar dafür, dass die Wirtschaftsgebäude der Anlage einigermaßen instand gehalten wurden, doch nicht das Herrenhaus. Der Treppenturm stürzte deshalb in den 1890er Jahren ein.
Ein Nachfahr Adrians, Alhard Freiherr von der Borch, veräußerte Haus Langendreer 1905 mit etwa 138 Hektar Landbesitz für 10.200 Mark an die Bergwerksgesellschaft Louise Tiefbau, die das heruntergekommene Herrenhaus 1908 abbrechen ließ und nur ein erhaltenes Wirtschaftsgebäude als Arbeiterunterkunft nutzte.

## Haus Langendreer heute

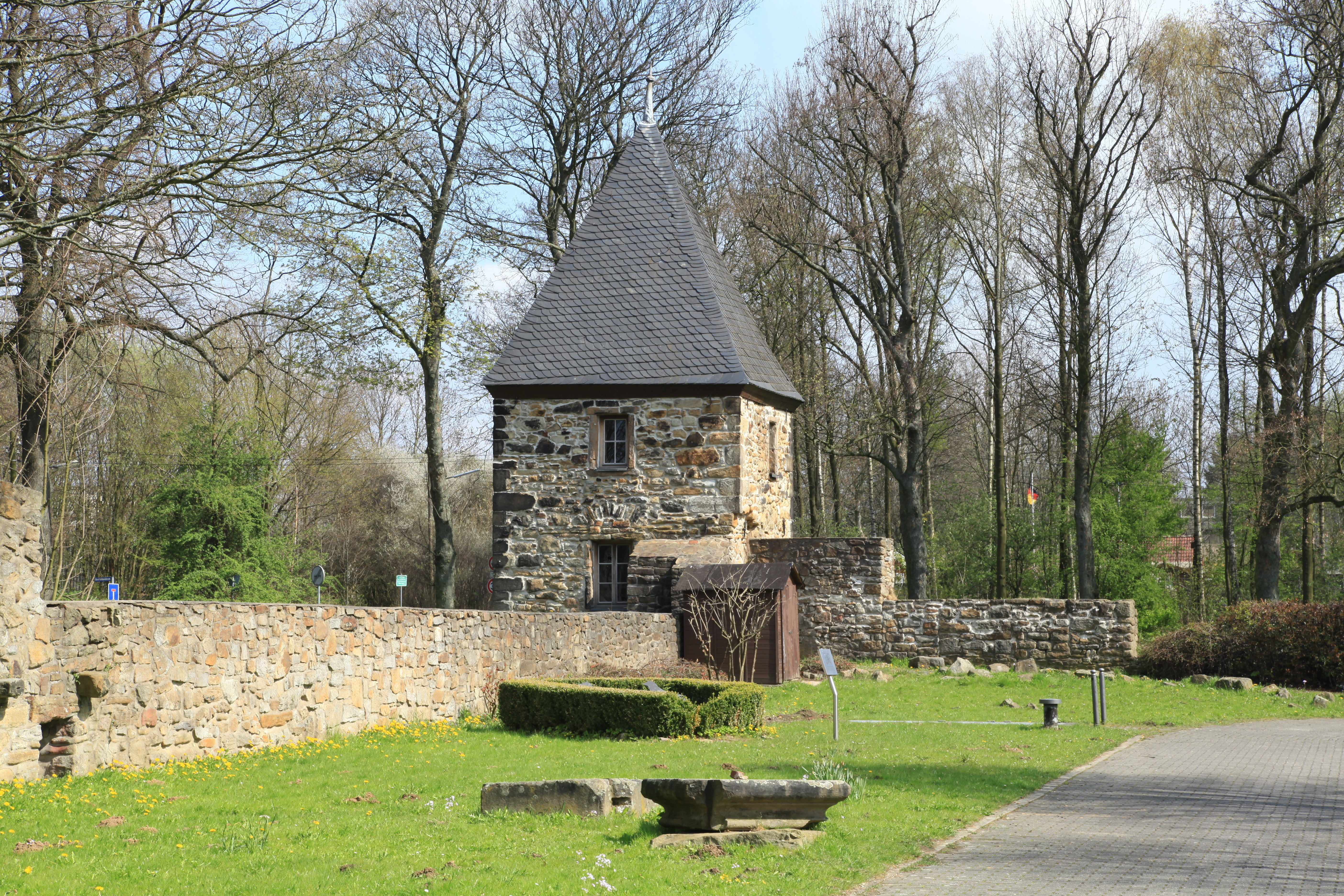
Eckturm der Ringmauer

Durch den Abbruch des Herrenhauses sind nur noch Teile der ehemaligen Anlage erhalten. Eine rot gepflasterte und von einer Buchenhecke umrahmte Fläche kennzeichnet den einstigen Standort des Hauptgebäudes. Die heute noch erhaltene Bausubstanz wurde in der jüngeren Vergangenheit restauriert.
Markantestes erhaltenes Gebäude ist der sogenannte Westbau, ein Langhaus aus Bruchstein mit Treppengiebel, das wohl aus der Renaissance stammt. Eine zweibogige Steinbrücke führt von Westen über die nur noch teilweise vorhandene und heute trockene Gräfte zum einstigen Tor des einstöckigen Hauses, das im Laufe seiner Geschichte schon als Scheune, Gerichtssaal und Arbeiterunterkunft gedient hat. In seinem Dachreiter hängt die Kopie einer 1738 gegossenen Glocke, die sich heute im Märkischen Museum in Witten befindet.
Auch Partien der einstigen Ringmauer, zwei Torpfeiler und ein Eckturm mit Zeltdach im Nordosten der Anlage sind noch erhalten. Der Turm wird – wohl unzutreffend – auch als Gefängnisturm bezeichnet, und weist Stilmerkmale der Renaissance auf.
Seit 1969 ist das Haus Langendreer Eigentum des Landschaftsverbandes Westfalen-Lippe, der auf dem Gelände inzwischen drei Förderschulen für Kinder und Jugendliche betreibt. Die Schule am Haus Langendreer, eine Förderschule für den Förderschwerpunkt körperliche und motorische Entwicklung, die Hasselbrinkschule, eine Förderschule mit dem Förderschwerpunkt Sprache (Sek I) und die Schule am Leithenhaus, eine Förderschule für den Förderschwerpunkt Hören und Kommunikation mit angegliedertem Kindergarten für gehörlose Kinder.